# Julia Garner
Pour les articles homonymes, voir Garner.
Julia Garner est une actrice et productrice américaine, née le 1er février 1994 à New York (État de New York).

## Biographie
Julia Garner naît le 1er février 1994 à New York.
Elle se marie en 2019 avec Mark Foster, artiste américain et chanteur du groupe Foster The People.

## Carrière
Elle tient des petits rôles dans les films Martha Marcy May Marlene, Le Monde de Charlie et Sin City : J'ai tué pour elle.
En 2013, elle tient l'un des rôles principaux, celui de Rose Parker, dans le film We Are What We Are. Elle fait sa première apparition à la télévision dans la série d'espionnage The Americans.
De 2015 à 2018, elle y joue le rôle d'une adolescente se faisant manipuler par un agent russe, joué par Matthew Rhys, dans des scènes décrites comme dérangeantes compte tenu de l'écart d'âge entre les deux personnages.
En 2016, elle concrétise cette mise en lumière, en tenant un des principaux rôles de la série Ozark. Elle glane à trois reprises l'Emmy Awards de la Meilleure actrice dans un second rôle, en 2019, en 2020 et en 2022. La série se clôture en avril 2022 après quatre saisons.
En février 2022, elle interprète l'escroqueuse Anna Delvey dans la mini-série Inventing Anna de Shonda Rhimes.
En juin 2022, elle est annoncée pour interpréter la chanteuse Madonna dans une biographie.
Elle rejoint l'univers cinématographique Marvel en 2025 en interprétant Shalla-Bal / Silver Surfer dans Les Quatre Fantastiques : Premiers pas.

## Filmographie

### Cinéma

#### Longs métrages
- 2011 : Martha Marcy May Marlene de Sean Durkin : Sarah
- 2012 : Electrick Children de Rebecca Thomas : Rachel
- 2012 : Le Monde de Charlie (The Perks of Being a Wallflower) de Stephen Chbosky : Susan
- 2012 : Not Fade Away de David Chase : la fille dans la voiture
- 2013 : We Are What We Are de Jim Mickle : Rose Parker
- 2013 : Le Dernier Exorcisme : Part II (The Last Exorcism, part II) de Ed Gass-Donnelly : Gwen
- 2013 : Hairbrained de Billy Kent : Shauna
- 2014 : Sin City : J'ai tué pour elle (Sin City: A Dame to Kill For) de Frank Miller et Robert Rodriguez : Marcie
- 2014 : I Believe in Unicorns de Leah Meyerhoff : Cassidy
- 2015 : Grandma de Paul Weitz : Sage
- 2016 : You Can't Win de Robinson Devor : Chicken
- 2016 : Good Kids (en) de Chris McCoy : Tinsley
- 2017 : Mae au bord de l'eau (One Percent More Humid) de Liz W. Garcia (en) : Catherine
- 2017 : Everything Beautiful Is Far Away de Pete Ohs et Andrea Sisson  : Rola
- 2019 : The Assistant de Kitty Green : Jane
- 2023 : The Royal Hotel de Kitty Green : Hanna
- 2024 : Apartment 7A de Natalie Erika James : Terry Gioniffrio
- 2025 : Wolf Man de Leigh Whannell : Charlotte Lovell
- 2025 : Les Quatre Fantastiques : Premiers pas (The Fantastic Four: First Steps) de Matt Shakman : Shalla-Bal / Silver Surfer[4]
- 2025 : Évanouis (Weapons) de Zach Cregger : Justine Gandy

#### Courts métrages
- 2010 : The Dreamer de José Venutolo : Fille sur le trottoir
- 2010 : One Thousand Cranes de Zach Carver : Dorian
- 2011 : Our Time de Tatianna Kantorowicz : Kaya
- 2011 : Mac & Cheese de Lutfu Emre Cicek : Mary Katherine Brown
- 2014 : Get Ready de Adam Levite
- 2014 : Send de Peter Vack : une fille

### Télévision

#### Séries télévisées
- 2015 - 2018 : The Americans : Kimberly Breland
- 2016 : The Get Down : Claudia Gunns
- 2017 - 2022 : Ozark : Ruth Langmore
- 2018 : Maniac : Ellie Landsberg
- 2018 : Waco : Michelle Jones
- 2018 : Dirty John : Terra Newell
- 2019 : Modern Love : Maddy
- 2020 : Robot Chicken : (voix)
- 2022 : Inventing Anna : Anna Delvey

## Distinctions

### Récompenses
- 2012 : Festival international du film de Mumbai de la meilleure actrice pour Electrick Children
- 2012 : Buster International Children's Film Festival de la meilleure jeune actrice pour Electrick Children
- 2013 : Austin Fantastic Fest de la meilleure actrice pour We Are What We Are
- Primetime Emmy Awards 2019 : Meilleure actrice dans un second rôle pour Ozark
- 2019 : International Online Cinema Awards de la meilleure actrice pour The Assistant
- Primetime Emmy Awards 2020 : Meilleure actrice dans un second rôle pour Ozark
- 2022 : Awards Daily Cooler Awards de la meilleure actrice dans un second rôle dans une série télévisée dramatique pour Ozark
- Primetime Emmy Awards 2022 : Meilleure actrice dans un second rôle pour Ozark
- Golden Globes 2023 : Meilleure actrice dans un second rôle dans une série musicale, comique ou dramatique pour Ozark

### Nominations
- 2011 : Gotham Independent Film Awards de la meilleure distribution pour Martha Marcy May Marlene partagée avec Elizabeth Olsen, Christopher Abbott, Brady Corbet, Hugh Dancy, Maria Dizzia, John Hawkes, Louisa Krause et Sarah Paulson
- 2014 : Fangoria Chainsaw Awards de la meilleure actrice pour We Are What We Are
- 2019 : Columbus Film Critics Association Awards de la meilleure actrice pour The Assistant
- Critics' Choice Movie Awards 2019 :
  - Meilleure actrice dans un second rôle dans une mini-série ou un téléfilm pour Dirty John
  - Meilleure actrice dans un second rôle dans un second rôle dans une mini-série ou un téléfilm pour Ozark
- 2019 : Gold Derby Awards de la meilleure actrice dans un second rôle pour Ozark
- 2019 : International Online Cinema Awards de la meilleure actrice dans un second rôle pour Ozark
- Screen Actors Guild Awards 2019 :
  - Meilleure actrice dans une série dramatique pour Ozark
  - Meilleure distribution pour une série dramatique pour Ozark partagée avec Jason Bateman, Lisa Emery, Skylar Gaertner, Darren Goldstein, Jason Butler Harner, Carson Holmes, Sofia Hublitz, Laura Linney, Trevor Long, Janet McTeer, Peter Mullan, Jordana Spiro, Charlie Tahan, Robert C. Treveiler et Harris Yulin
- 2020 : Boston Society of Film Critics Awards de la meilleure actrice pour The Assistant
- 2020 : Dorian TV Awards de la meilleure actrice TV dans un second rôle pour Ozark
- 2020 : Gold Derby Awards de la meilleure actrice TV dans un second rôle dans une série télévisée dramatique pour Ozark
- 2020 : Indiana Film Journalists Association Awards de la meilleure actrice pour The Assistant
- 2020 : International Online Cinema Awards de la meilleure actrice dans un second rôle dans une série télévisée dramatique pour Ozark
- 2020 : Online Film & Television Association Awards de la meilleure actrice dans un second rôle dans une série télévisée dramatique pour Ozark
- 2020 : Pena de Prata de la meilleure actrice dans un second rôle pour Ozark
- Critics' Choice Movie Awards 2021 : Meilleure actrice dans un second rôle dans un second rôle dans une mini-série ou un téléfilm pour Ozark
- 2021 : Film Independent Spirit Awards de la meilleure actrice principale pour The Assistant
- Golden Globes 2021 : Meilleure actrice dans un second rôle dans une série, une mini-série ou un téléfilm pour Ozark
- Critics' Choice Television Awards 2021 : Meilleure actrice dans un second rôle dans une série dramatique pour Ozark
- Screen Actors Guild Awards 2021 :
  - Meilleure actrice dans une série dramatique pour Ozark
  - Meilleure distribution pour une série dramatique pour Ozark partagée avec Jason Bateman, McKinley Belcher III, Jessica Frances Dukes, Lisa Emery, Skylar Gaertner, Sofia Hublitz, Kevin L. Johnson, Laura Linney, Janet McTeer, Tom Pelphrey, Joseph Sikora, Felix Solis, Charlie Tahan et Madison Thompson
- 2022 : Gold Derby Awards de la meilleure actrice TV dans un second rôle pour Ozark
- 2022 : Gold Derby Awards de la meilleure interprète TV de l'année pour Ozark
- 2022 : Hollywood Critics Association Television Awards de la meilleure actrice dans un second rôle pour Ozark
- 2022 : International Online Cinema Awards de la meilleure actrice dans un second rôle pour Ozark
- Primetime Emmy Awards 2022 : Meilleure actrice dans un second rôle dans une mini-série ou un téléfilm pour Inventing Anna
- Golden Globes 2023 : Meilleure actrice dans une mini-série ou un téléfilm pour Inventing Anna